# Two in One
Two in One war ein österreichisches Pop/Dance-Duo.

## Werdegang
Die Band bestand aus der Wiener Sängerin und hauptberuflich als Artdirector in Andrea Weidlers Modelagentur beschäftigten Petra Suk („Suki“) und dem nigerianischen DJ und Rapper George Alaba, dem Vater des späteren Profi-Fußballers David Alaba. Die beiden lernten sich 1997 im African Club in Wien kennen, wo Alaba als DJ arbeitete.
Das erfolgreichste Lied, Indian Song, erreichte in Österreich Position 2 der Charts sowie eine Goldene Schallplatte und wurde auf vielen Samplern (Bravo Hits 26, Mega geil! Vol. 2, Boom '99, Ö3 Greatest Hits Vol. 11, Après Ski Hits 2000 usw.) veröffentlicht.
Ein Rechtsstreit um den Bandnamen mit einer deutschen Plattenfirma führte zum Ende des Duos.

## Alben
- 1998: Now and Forever
- 1999: Around the World
- 2000: Glamorous Life
- 2001: Best Of

## Singles
- 1997: Wave Your Hands in the Air
- 1997: Makeema
- 1998: Like a Dream
- 1998: Taste of Love
- 1998: Taste of Love Christmas Song
- 1998: Now and Forever
- 1999: Indian Song
- 1999: Hamma Heyah Ho
- 1999: Hollywood ’99
- 2000: Bye, Bye Rain
- 2000: Mama Africa
- 2001: Video Killed the Radio Star

## Weitere Karrieren
Petra „Suki“ Suk absolvierte nach ihrer Gesangskarriere eine Ausbildung zur Moderatorin und Werbesprecherin und ist seither als professionelle Sprecherin tätig. Daneben war Suk künstlerisch tätig („Kunst auf Edelstahl“). Für die Plattenfirma Universal Music fertigte sie im Jahre 2005 sieben Platin-Awards aus Edelstahl für die Musikgruppe Rammstein. 2020 veröffentlichte Suk den Beziehungsratgeber Die letzte Partnersuche. Im Selbstverlag veröffentlichte sie seit 2020 zudem zwei Kinderbücher und drei Hörbücher (Geschichten von Speckerl, Fleckerl und Steckerl). 
Alaba wandte sich wieder seinem Beruf als DJ zu, den er später aufgab, um die Sportkarriere seines Sohnes David und die Gesangskarriere seiner Tochter Rose May Alaba zu unterstützen.